# Thiago Cunha
Thiago dos Santos Cunha, oder einfach Thiago Cunha (* 25. April 1985 in Volta Redonda), ist ein ehemaliger brasilianischer Fußballspieler.

## Karriere
Thiago Cunha erlernte das Fußballspielen in den Jugendmannschaften von CA da Barra da Tijuca und Rio Branco AC in Brasilien sowie in der Jugendmannschaft von Wigan Athletic in England. Hier unterschrieb er 2005 auch seinen ersten Vertrag. 2006 wechselte er nach Spanien und schloss sich Ciudad de Murcia aus Murcia an. 2008 verließ er Europa und ging wieder in seine Heimat. Über die brasilianischen Vereine Iraty SC, Palmeiras São Paulo, Vila Nova FC, Desportivo Brasil, Nacional AC, FC Treze, CA Bragantino, Santa Cruz FC und Guaratinguetá Futebol kam er 2013 nach Thailand. Hier unterschrieb er einen Vertrag beim Chonburi FC. Der Verein aus Chonburi spielte in der ersten Liga des Landes, der Thai Premier League. Mit dem Club wurde er 2014 Vizemeister und stand im Finale des FA Cup. Das Endspiel verlor man mit 0:1 gegen den Erstligisten Bangkok Glass. Nach 70 Spielen und 52 Toren wechselte er 2016 zum Zweitligisten Port FC nach Bangkok. Nach Ende der Saison im September ging er nach Indien, wo er sich zwei Monate dem Mumbai City FC anschloss. Der Club aus Mumbai spielte in der ersten Liga, der Indian Super League. Anfang 2017 ging er wieder nach Brasilien, wo ihn der Londrina EC unter Vertrag nahm. Bei dem Club aus Londrina spielte bis Mitte März 2017. PS Barito Putera, ein Club aus Banjarmasin auf der Insel Borneo, nahm ihn ab Mitte März unter Vertrag. Zur Rückserie 2017 schloss er sich wieder seinem ehemaligen Club Chonburi FC an. Von Ende November 2017 bis Anfang Dezember 2018 war er vertrags- und vereinslos. 
Am 7. Dezember 2018 beendete Thiago Cunha seine Karriere als Fußballspieler.

## Erfolge
Santa Cruz FC
- Campeonato Pernambucano: 2011
- Campeonato Brasileiro de Futebol – Série D: 2011 (2. Platz)

Chonburi FC
- Thai Premier League: 2014 (Vizemeister)
- FA Cup: 2014 (Finalist)